# Nowiny Kasjerskie
Nowiny Kasjerskie – wieś w Polsce położona w województwie podlaskim, w powiecie monieckim, w gminie Knyszyn.
W latach 1975–1998 miejscowość administracyjnie należała do województwa białostockiego. Według Narodowego Spisu Powszechnego (III 2011 r.) wieś liczyła 112 mieszkańców.
Wierni kościoła rzymskokatolickiego należą do parafii św. Jana Apostoła i Ewangelisty w Knyszynie.

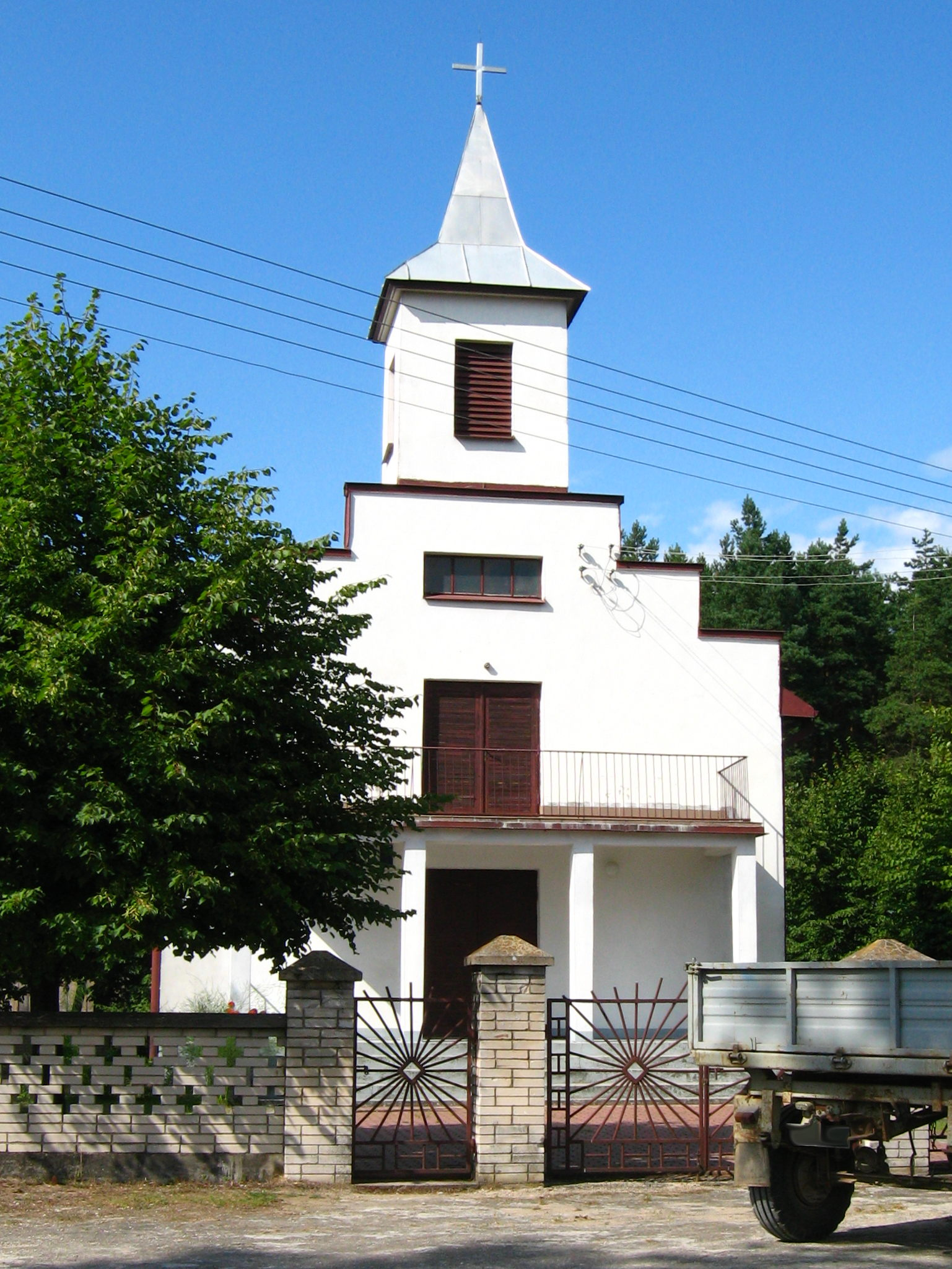
Kaplica pw. Matki Boskiej Miłosierdzia